# Pheugopedius atrogularis
Pheugopedius atrogularis là một loài chim trong họ Troglodytidae.